# Qualcosa nell'aria
Qualcosa nell'aria (Après mai) è un film del 2012 scritto e diretto da Olivier Assayas.
Il titolo originale, riferito agli eventi del Maggio '68, è tratto da quello di uno scritto dello stesso Assayas, Une adolescence dans l'après-Mai (2005).
Il film è stato presentato in concorso alla 69ª Mostra internazionale d'arte cinematografica di Venezia, dove ha ricevuto il premio per la migliore sceneggiatura.

## Trama
Nella regione parigina nel 1971 il giovane studente Gilles è stato coinvolto nelle turbolenze politiche di quegli anni anche se aspira soprattutto a dipingere e fare un film. Per questo i suoi compagni lo rimproverano, perché l'impegno ideologico dovrebbe essere totale. Dagli incontri romantici alle scoperte artistiche, Gilles e i suoi amici dovranno fare scelte decisive per trovare il loro posto nei loro tempi tumultuosi.

## Produzione
Il film ha avuto un budget di 5,4 milioni di euro. Ad eccezione di Lola Créton, il cast di protagonisti del film è interamente composto da attori esordienti.
Le riprese sono cominciate nel giugno 2011 a Parigi.

## Distribuzione
Il film è stato presentato in anteprima il 3 settembre 2012 alla 69ª Mostra internazionale d'arte cinematografica di Venezia, nel concorso principale. Il film è stato poi distribuito nelle sale cinematografiche francesi da MK2 Diffusion a partire dal 14 novembre 2012.
È stato distribuito in Italia da Officine UBU a partire dal 17 gennaio 2013.

## Riconoscimenti
- 2012 - Mostra internazionale d'arte cinematografica[4][6]
  - Osella d'oro a Olivier Assayas
  - In competizione per il Leone d'oro al miglior film
- 2013 - Festival du film de Cabourg
  - Swann d'oro alla miglior rivelazione femminile a Lola Créton